# Tilam
Tilam est une localité du Cameroun située au sud du lac Tchad, dans le département du Logone-et-Chari et la Région de l'Extrême-Nord. Elle fait partie de la commune de Goulfey et du canton de Amdane. On distingue Tilam Banasset et Tilam Moussa.

## Population
Lors du recensement de 2005, on a dénombré 124 personnes à Tilam Banasset et 145 à Tilam Moussa.